# Pseudochromis
Pseudochromis is een geslacht van straalvinnige vissen uit de familie van dwergzeebaarzen (Pseudochromidae). Het geslacht is voor het eerst wetenschappelijk beschreven in 1835 door Rueppell.

## Soorten
- Pseudochromis aldabraensis Bauchot-Boutin, 1958 – Kobaltblauwe dwergbaars
- Pseudochromis alticaudex Gill, 2004
- Pseudochromis ammeri Gill, Allen & Erdmann, 2012
- Pseudochromis andamanensis Lubbock, 1980
- Pseudochromis aureolineatus Gill, 2004
- Pseudochromis aurulentus Gill & Randall, 1998
- Pseudochromis bitaeniatus (Fowler, 1931)
- Pseudochromis caudalis Boulenger, 1898
- Pseudochromis chrysospilus Gill & Zajonz, 2011
- Pseudochromis coccinicauda (Tickell, 1888)
- Pseudochromis colei Herre, 1933
- Pseudochromis cometes Gill & Randall, 1998
- Pseudochromis cyanotaenia Bleeker, 1857
- Pseudochromis dilectus Lubbock, 1976
- Pseudochromis dixurus Lubbock, 1975
- Pseudochromis dutoiti Smith, 1955
- Pseudochromis eichleri Gill, Allen & Erdmann, 2012
- Pseudochromis elongatus Lubbock, 1980
- Pseudochromis erdmanni Gill & Allen, 2011
- Pseudochromis flammicauda Lubbock & Goldman, 1976
- Pseudochromis flavivertex Rüppell, 1835
- Pseudochromis flavopunctatus Gill & Randall, 1998
- Pseudochromis fowleri Herre, 1934
- Pseudochromis fridmani Klausewitz, 1968
- Pseudochromis fuligifinis Gill & Williams, 2011
- Pseudochromis fuscus Müller & Troschel, 1849
- Pseudochromis howsoni Allen, 1995
- Pseudochromis olivaceus Rüppell, 1835
- Pseudochromis jace Allen, Gill & Erdmann, 2008
- Pseudochromis jamesi Schultz, 1943
- Pseudochromis kolythrus Gill & Winterbottom, 1993
- Pseudochromis kristinae Gill, 2004
- Pseudochromis leucorhynchus Lubbock, 1977
- Pseudochromis linda Randall & Stanaland, 1989
- Pseudochromis litus Gill & Randall, 1998
- Pseudochromis lugubris Gill & Allen, 2004
- Pseudochromis luteus Aoyagi, 1943
- Pseudochromis madagascariensis Gill, 2004
- Pseudochromis magnificus Lubbock, 1977
- Pseudochromis marshallensis Schultz, 1953
- Pseudochromis matahari Gill, Erdmann & Allen, 2009
- Pseudochromis melanurus Gill, 2004
- Pseudochromis melas Lubbock, 1977
- Pseudochromis mooii Gill, 2004
- Pseudochromis moorei Fowler, 1931
- Pseudochromis natalensis Regan, 1916
- Pseudochromis nigrovittatus Boulenger, 1897
- Pseudochromis olivaceus Rüppell, 1835
- Pseudochromis omanensis Gill & Mee, 1993
- Pseudochromis persicus Murray, 1887
- Pseudochromis perspicillatus Günther, 1862
- Pseudochromis pesi Lubbock, 1975
- Pseudochromis pictus Gill & Randall, 1998
- Pseudochromis punctatus Kotthaus, 1970
- Pseudochromis pylei Randall & McCosker, 1989
- Pseudochromis quinquedentatus McCulloch, 1926
- Pseudochromis ransonneti Steindachner, 1870
- Pseudochromis reticulatus Gill & Woodland, 1992
- Pseudochromis rutilus Gill, Allen & Erdmann, 2012
- Pseudochromis sankeyi Lubbock, 1975
- Pseudochromis socotraensis Gill & Zajonz, 2011
- Pseudochromis springeri Lubbock, 1975
- Pseudochromis steenei Gill & Randall, 1992
- Pseudochromis striatus Gill, Shao & Chen, 1995
- Pseudochromis tapeinosoma Bleeker, 1853
- Pseudochromis tauberae Lubbock, 1977
- Pseudochromis tonozukai Gill & Allen, 2004
- Pseudochromis viridis Gill & Allen, 1996
- Pseudochromis wilsoni (Whitley, 1929)